# Socha svatého Jana Nepomuckého (Dolní Čermná)
Pozdně barokní pískovcová socha svatého Jana Nepomuckého od žambereckého rodáka Alexia Cyriaka se od roku 1771 nalézá před budovou Základní školy v městysi Dolní Čermná v okrese Ústí nad Orlicí. Socha je od roku 1958 chráněna jako nemovitá kulturní památka ČR.

## Popis
V parkové úpravě před budovou základní školy v městysi Dolní Čermná se nalézá pískovcová socha svatého Jana Nepomuckého.
Na čtvercovém pískovcovém podkladu stojí nízký hranolový, nahoře profilováním okosený podstavec s vystupující čelní stranou.
Na tomto podstavci stojí pilíř ozdobený po stranách výraznými volutami. Vypouklou čelní stranu pilíře zdobí rokajové rámečky. Na spodku čelní strany je umístěn rokajový medailon s latinským nápisem. Nad medailonem je umístěn atribut svatého Jana Nepomuckého - jazyk ve svatozáři.
Pilíř je nahoře zakončen výrazně profilovanou římsou, ve střední části vzdutou do oblouku. Zadní část pilíře zdobí rokajové motivy i na volutách, boční plochy volutových křídel jsou zdobeny zavěšenými květinovými girlandami. 
Na zadní stěně pilíře se nachází ozdobná kartuše s monogramem a vročením 1771 A.C. 
Na římse pilíře stojí socha světce v životní velikosti, oděného v kanovnickém rouchu a s biretem na hlavě. Okolo hlavy světce je svatozář tvořená pěti hvězdami. Světec drží na předloktí pravé ruky krucifix.
Socha světce prošla v roce 2014 celkovou renovací.